# Jaromír Paciorek
Jaromír Paciorek (* 11. Juli 1979 in Kroměříž; † 23. April 2025) war ein tschechischer Fußballspieler.
Jaromír Paciorek begann mit dem Fußballspielen in seiner Heimatstadt bei SK Hanácká Slavia Kroměříž. Schon bald fiel sein Talent dem damaligen Zweitligisten FC Zlín auf, der Paciorek in die eigenen Reihen holte. Als Stärken galten seine Schnelligkeit, sein Spielaufbau, sein Zuspiel. Außerdem galt er als zweikampfstark.
Bei der U-16-Europameisterschaft 1995 in Belgien wurden mehrere europäische Spitzenvereine auf den defensiven Mittelfeldspieler aufmerksam, unter anderem der FC Bayern München, der schließlich David Jarolím verpflichtete. Paciorek hingegen unterschrieb bei Feyenoord Rotterdam. Im ersten Jahr spielte er für die Juniorenmannschaft, mit 17 Jahren schaffte er den Sprung in die erste Mannschaft, konnte aber aufgrund einer fehlenden Arbeitserlaubnis in Pflichtspielen nicht für die Profis auflaufen. 1997 wechselte er in die zweite holländische Liga zum Stadtrivalen Excelsior Rotterdam. Nach nur einem Jahr ging er zu Fortuna Sittard, wo er in drei Jahren nur unregelmäßig spielte und auf nur 31 Einsätze kam. In den Medien wurde ihm ein unsteter Lebenswandel nachgesagt, Paciorek bezeichnete die Vorwürfe als unwahr. Ende 2000 wurde sein Vertrag vorzeitig aufgelöst.
2001 hatte Paciorek ein Angebot aus der Schweiz, kehrte jedoch schließlich nach Tschechien zurück und unterschrieb bei Stavo Artikel Brünn. Dort machte er wegen mehrerer Verletzungen nur fünf Spiele. Am Anfang der Saison 2002/03 trainierte er bei Tescoma Zlín, verletzte sich aber schwer. Obwohl ihm zugesagt wurde, bleiben zu können, verließ Paciorek freiwillig den Verein. Endgültig galt Paciorek als undisziplinierter, konditionsschwacher, trainingsfauler und zudem verletzungsanfälliger Spieler. Ihm wurde sogar nachgesagt, mit Drogen gehandelt zu haben. „Ich pfeife darauf, was andere über mich denken“, antwortete Paciorek.
Eine Art letzte Chance bekam das ehemalige Riesentalent bei seinem Jugendklub SK Hanácká Slavia Kroměříž, dem er sich im Winter 2002 anschloss. Im Mai 2003 hatte er erst sechs Drittligaspiele absolviert. In der Spielzeit 2003/04 verhalf Paciorek Kroměříž zum Aufstieg in die 2. Liga. Allerdings gehörte Paciorek auch in Kroměříž nicht zur Stammformation. In der Zweitligasaison 2004/05 absolvierte er für Kroměříž 15 Spiele, in denen ihm drei Tore gelangen. Anfang 2006 wechselte er schließlich in die 4. Liga zu Spartak Hulín. Im Sommer 2009 wechselte Paciorek nach Österreich zum SK Eggenburg. Im Sommer 2011 erhielt er noch eine Chance beim FC Tescoma Zlín, was seine letzte Station im Profifußball sein sollte.